# Buriolestes
Buriolestes foi um pequeno dinossauro sauropodomorfo primitivo e carnívoro. Este dinossauro viveu aproximadamente há 233 milhões de anos, durante o período Triássico, na região sul do Brasil, no estado do Rio Grande do Sul, no município de São João do Polêsine.

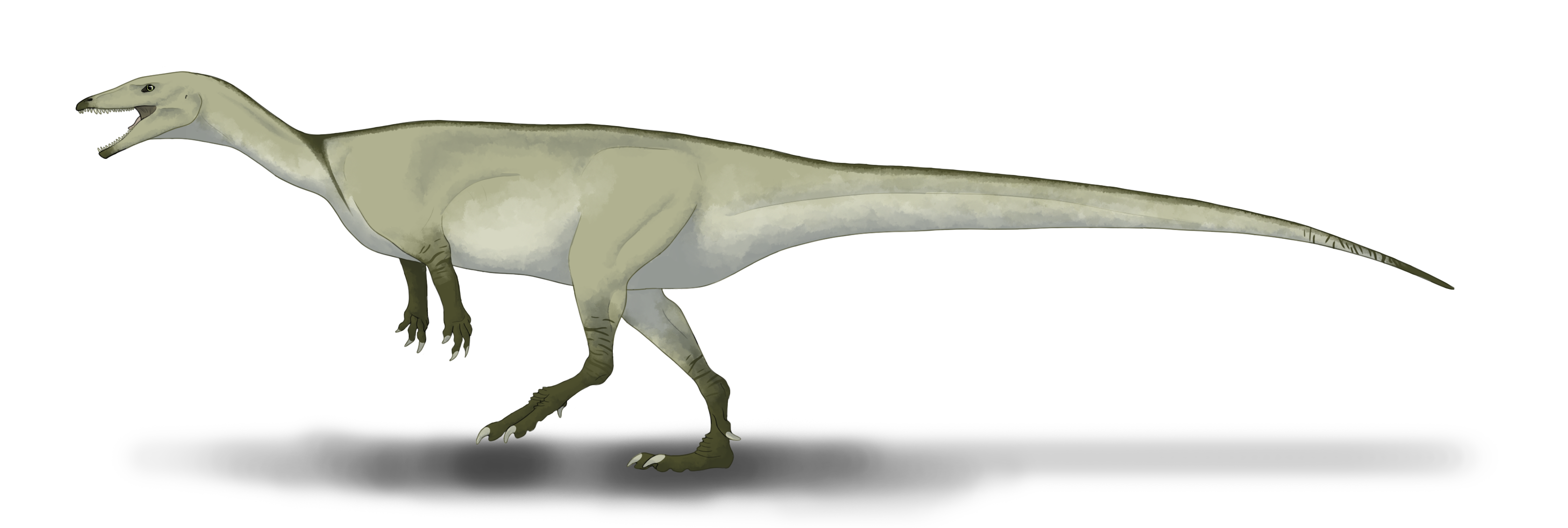
Reconstrução de um Buriolestes.

O holótipo de B. schultzi foi publicando junto com uma nova espécie de dinossauromorfo lagerpetídeo (Ixalerpeton polesinensis). Milhões de anos depois, dentre os sauropodomorfos surgem os gigantescos saurópodes, entretanto B. schultzi media cerca de 50 centímetros de altura e 1,5 metros de comprimento.

## Descrição
Apesar de, superficialmente, parecer os dinossauros terópodes predadores, com dentes serrilhados e recurvados (bem adaptados para uma dieta carnívora), Buriolestes schultzi era parte dos sauropodomorfos, um grupo de dinossauros de maioria herbívora que ficaram muito diversos durante os Períodos Triássico e Jurássico. Os gigantes saurópodes de pescoço muito longo, também são pertencentes à Sauropodomorpha.

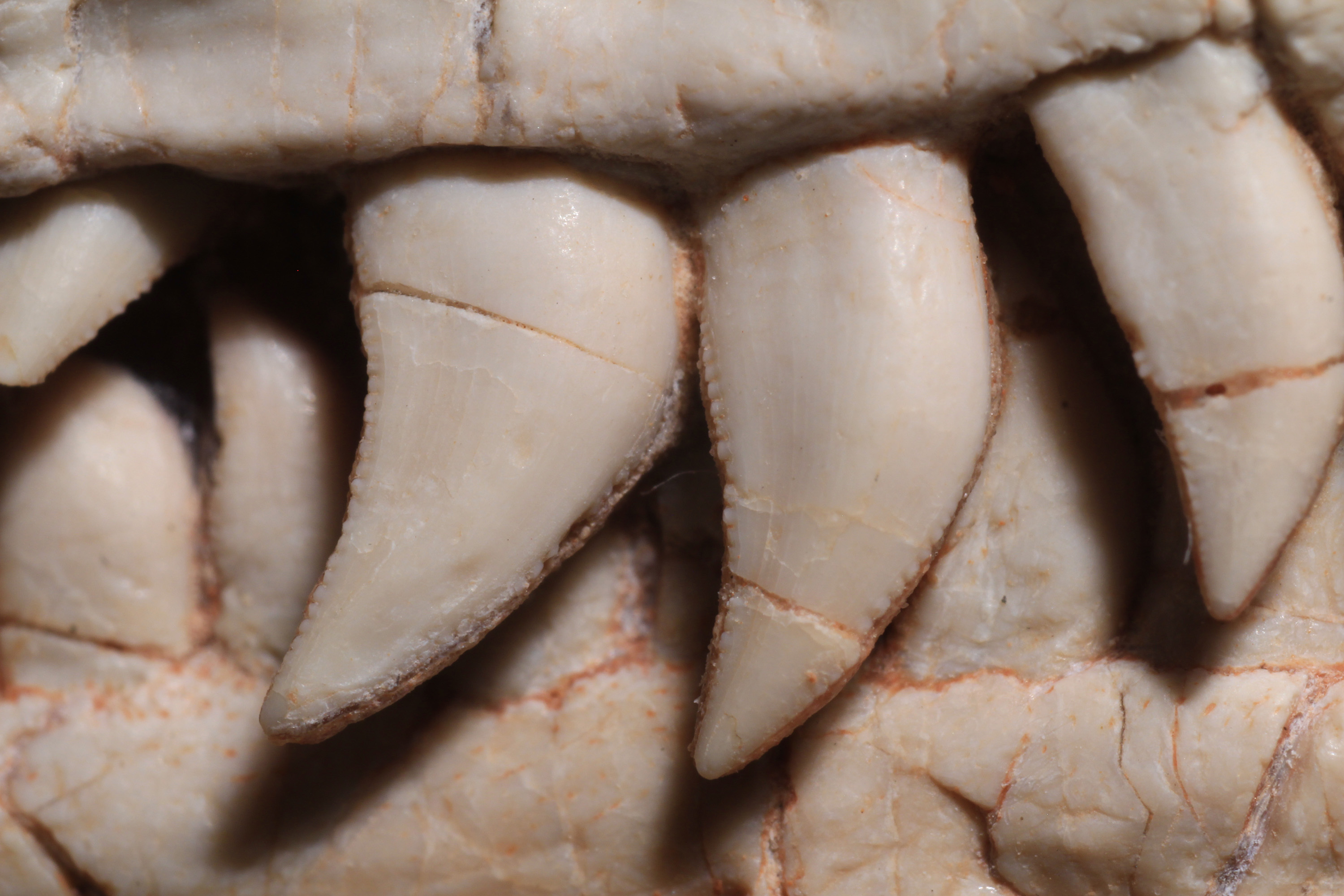
Dentição de Buriolestes schultzi em destaque.

Características típicas de sauropodomorfos que estão presentes em B. schultzi incluem a ponta da mandíbula voltada para baixo, uma crista deltopeitoral que se estende por grande parte do úmero, além de apresentar uma curta ala pré-acetabular no ílio. Entretanto, B. schultzi não apresenta cabeça relativamente pequena e narinas grandes, que são típicas de sauropodomorfos.
O côndilo medial da porção distal da Tíbia se projeta para trás, uma característica única desta espécie (autapomorfia).

## Descoberta e Nomeação
O espécime-tipo ou holótipo de Buriolestes schultzi (ULBRA-PVT280) foi descoberto em ravinas do Sítio Buriol em São João do Polêsine, Rio Grande do Sul, Brasil. As rochas deste sítio são pertencentes a Sequência Candelária ou a parte superior da Formação Santa Maria, datada em 233 milhões de anos ou estágio Carniano do Período Triássico Superior.
Dois espécimes de Ixalerpeton polesinensis também foram reportados na publicação original, bem como um espécime menor que poderia representar um juvenil de B. schultzi ou um outro táxon.
Seu nome ''Buriol''  faz referência ao sobrenome da família que possui a propriedade onde está localizado o sítio fossilífero onde foram encontrados os seus restos fosséis, ''lestes'' tem origem do grego e significa "ladrão" ou "caçador" e ''schultzi'' é uma homenagem ao paleontólogo gaúcho Cesar Schultz.

## Espécimes

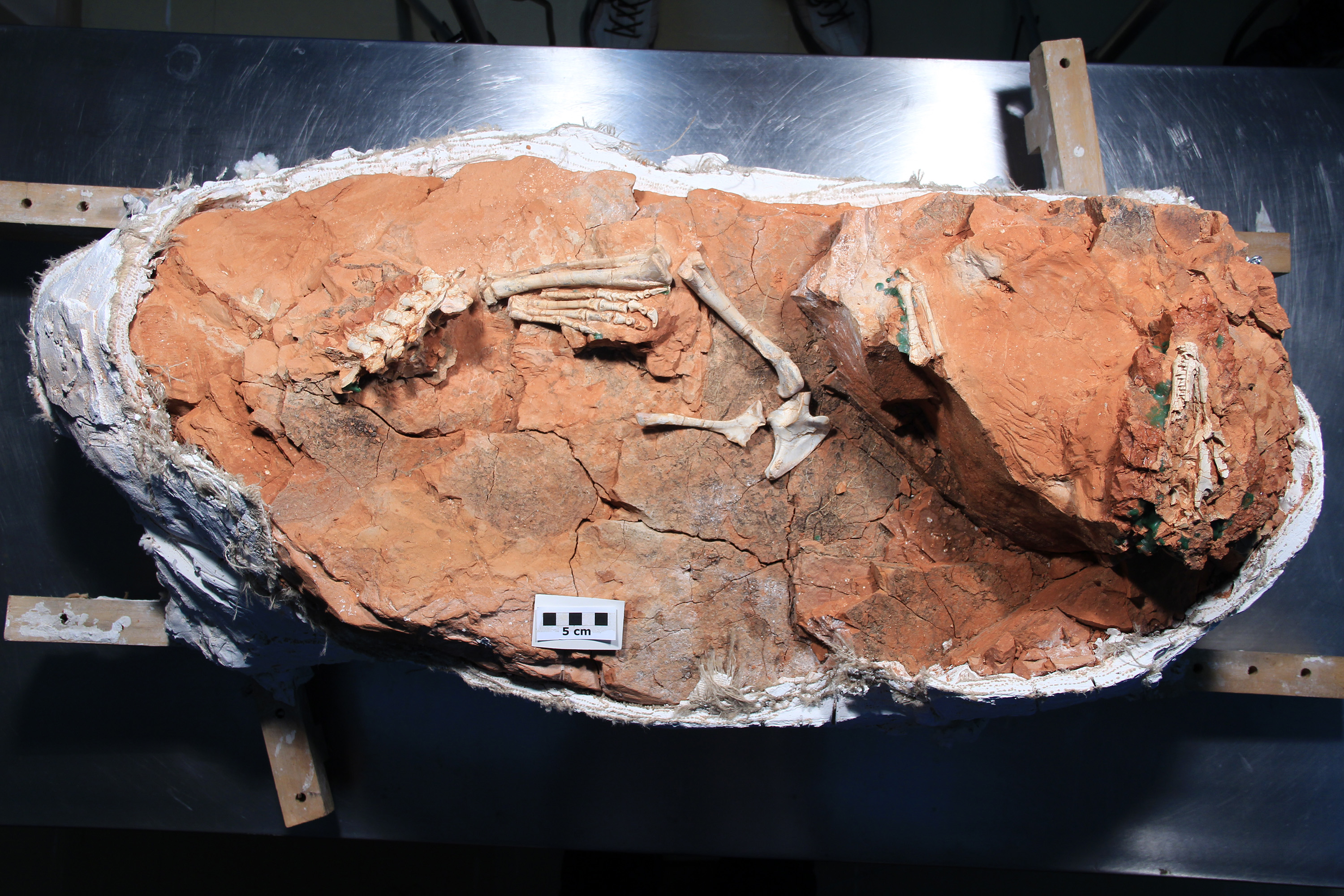
Bloco contendo partes do esqueleto do holótipo de Buriolestes (ULBRA-PVT280).

Atualmente, Buriolestes é conhecido por dois espécimes razoavelmente completos (listados abaixo). Combinados, ambos conferem informações de praticamente todo o esqueleto de B. schultzi, com exceção da mão.
- ULBRA-PVT280 (Holótipo): Preserva um crânio parcial, com mandíbula em oclusão. Vértebras dorsais, sacrais e caudais. Parte do membro anterior, faltando a mão. Membro posterior e sacro completo.[1]
- CAPPA/UFSM 0035: Crânio completo com mandíbulas em oclusão. Vértebras cervicais, dorsais e sacrais. Membro anterior e posterior parciais, com sacro completo.[3]

## Classificação
O estudo publicado em 2016 recuperou Buriolestes com afinidades filogenéticas aos sauropodomorfos. Uma porção da árvore filogenética resultante é mostrada a seguir.